# Літні Олімпійські ігри 1984
Літні Олімпійські ігри 1984 або XXIII Літні Олімпійські ігри — міжнародне спортивне змагання, яке проходило під егідою Міжнародного олімпійського комітету у місті Лос-Анжелес, США 28 липня по 12 серпня 1984 року.
Радянський Союз та інші країни соціалістичного табору, крім Соціалістичної Республіки Румунія, бойкотували Олімпіаду в Лос-Анжелесі, тому українські спортсмени на ній не виступали. Офіційною причиною бойкоту була турбота про безпеку спортсменів, а неофіційною помста за те, що американці бойкотували московську Олімпіаду.

## Учасники
Усього на іграх взяли участь 6800 спортсменів зі 140 країн.
- Австралія  (242)
- Австрія  (103)
- Алжир  (33)
- Американські Віргінські Острови  (29)
- Андорра  (2)
- Антигуа і Барбуда  (14)
- Аргентина  (81)
- Багамські Острови  (22)
- Бангладеш  (1)
- Барбадос  (16)
- Бахрейн  (10)
- Беліз  (11)
- Бельгія  (63)
- Бенін  (3)
- Бермуди  (12)
- Бірма  (1)
- Болівія  (11)
- Ботсвана  (7)
- Бразилія  (147)
- Британські Віргінські Острови  (9)
- Бутан  (6)
- Велика Британія  (337)
- Венесуела  (26)
- Габон  (4)
- Гаїті  (3)
- Гамбія  (10)
- Гана  (21)
- Гаяна  (10)
- Гватемала  (24)
- Гвінея  (1)
- Гондурас  (10)
- Гонконг  (47)
- Гренада  (6)
- Греція  (63)
- Данія  (60)
- Джибуті  (3)
- Домініканська Республіка  (19)
- Еквадор  (11)
- Екваторіальна Гвінея  (4)
- Єгипет  (114)
- Заїр  (8)
- Замбія  (16)
- Західне Самоа  (8)
- Зімбабве  (15)
- Йорданія  (13)
- Ізраїль  (32)
- Індія  (48)
- Індонезія  (16)
- Ірак  (23)
- Ірландія  (42)
- Ісландія  (30)
- Іспанія  (179)
- Італія  (268)
- Кайманові Острови  (8)
- Камерун  (46)
- Канада  (408)
- Катар  (24)
- Кенія  (61)
- Китай  (215)
- Китайський Тайбей  (38)
- Кіпр  (10)
- Колумбія  (39)
- Коста-Рика  (28)
- Кот-д'Івуар  (15)
- Кувейт  (23)
- Лесото  (4)
- Ліберія  (7)
- Ліван  (22)
- Ліхтенштейн  (7)
- Люксембург  (5)
- Маврикій  (4)
- Мавританія  (2)
- Мадагаскар  (5)
- Малаві  (15)
- Малайзія  (21)
- Малі  (4)
- Мальта  (7)
- Марокко  (34)
- Мексика  (99)
- Мозамбік  (9)
- Монако  (8)
- Непал  (10)
- Нігер  (4)
- Нігерія  (32)
- Нідерланди  (136)
- Нідерландські Антильські острови  (8)
- Нікарагуа  (5)
- Нова Зеландія  (130)
- Норвегія  (103)
- Об'єднані Арабські Емірати  (7)
- Оман  (16)
- Пакистан  (31)
- Панама  (8)
- Папуа Нова Гвінея  (7)
- Парагвай  (14)
- Перу  (35)
- Південна Корея  (175)
- Північний Ємен  (2)
- Португалія  (38)
- Пуерто-Рико  (51)
- Республіка Конго  (9)
- Руанда  (3)
- Румунія  (124)
- Сальвадор  (10)
- Сан-Марино  (19)
- Саудівська Аравія  (37)
- Свазіленд  (8)
- Сейшельські Острови  (9)
- Сенегал  (24)
- Сирія  (9)
- Сінгапур  (5)
- Соломонові Острови  (3)
- Сомалі  (7)
- Судан  (7)
- Суринам  (5)
- США  (522)  (країна-господар)
- Сьєрра-Леоне  (7)
- Таїланд  (35)
- Танзанія  (18)
- Того  (6)
- Тонга  (7)
- Тринідад і Тобаго  (16)
- Туніс  (23)
- Туреччина  (46)
- Уганда  (26)
- Уругвай  (18)
- Фіджі  (14)
- Філіппіни  (19)
- Фінляндія  (86)
- Франція  (238)
- ФРН  (391)
- Центральноафриканська Республіка  (3)
- Чад  (3)
- Чилі  (52)
- Швейцарія  (129)
- Швеція  (174)
- Шрі-Ланка  (4)
- Югославія  (139)
- Ямайка  (45)
- Японія  (226)

## Медальний залік
Топ-10 неофіційного національного медального заліку:
| Місце | Країна         | Золото | Срібло | Бронза | Загалом |
| ----- | -------------- | ------ | ------ | ------ | ------- |
| 1     | США            | 83     | 61     | 30     | 174     |
| 2     | Румунія        | 20     | 16     | 17     | 53      |
| 3     | ФРН            | 17     | 19     | 23     | 59      |
| 4     | КНР            | 15     | 8      | 9      | 32      |
| 5     | Італія         | 14     | 6      | 12     | 32      |
| 6     | Канада         | 10     | 18     | 16     | 44      |
| 7     | Японія         | 10     | 8      | 14     | 32      |
| 8     | Нова Зеландія  | 8      | 1      | 2      | 11      |
| 9     | Югославія      | 7      | 4      | 7      | 18      |
| 10    | Південна Корея | 6      | 6      | 7      | 19      |